# Garcia III de Kibangu
Garcia III Nkanga a Mvemba va ser governador de Kibangu i un dels dos principals pretendents Kinlaza al tron del regne del Congo durant la guerra civil del Congo, juntament amb el rei de Lemba. Va governar al regne de Kibangu entre 1669 i 1685.
Després de la deposició de Pedro III, la casa de Kinlaza es va dividir entre el reclamant al tron a São Salvador, Pedro III que tenia la base a Lemba, i el regne independent de Kibangu, amb Garcia III com a cap. Després del saqueig de São Salvador en 1678, Garcia III va començar a reclamar el tron del Congo, oposat als reis Kinlaza de Lemba (Pedro III 1678-80 i João II 1680-85) i el rei de Mambamba Lovata (Kimpanzu) Manuel de Lovata de Nóbrega). García III va defensar Kibangu amb èxit de les forces de João II des de 1680 fins que va ser succeït per André I en 1685.